# Eurysternus francinae
Eurysternus francinae är en skalbaggsart som beskrevs av François Génier 2009. Eurysternus francinae ingår i släktet Eurysternus och familjen bladhorningar. Inga underarter finns listade i Catalogue of Life.